# مخدوم ابدال‌الله محمدی
مخدوم ابدال‌الله محمدی (زاده ۱۳۵۷ ولسوالی روی دوآب ولایت سمنگان) سیاستمدار افغانستان و نماینده مردم ولایت سمنگان در دوره شانزدهم مجلس نمایندگان است. وی در مجلس شانزدهم نمایندگان افغانستان عضو کمیسیون عرایض و سمع شکایات می‌باشد.

## زندگی‌نامه
مخدوم ابدال‌الله محمدی زاده ۱۳۵۷ از ولسوالی روی دو آب ولایت سمنگان می‌باشد. او مدرک تحصیلی ۱۴ پاس خود را از راحت آباد پاکستان در سال ۱۳۸۲ بدست آورد و تحصیلات دینی خود را در یکی از دانشکده‌های خصوصی در کابل ادامه داد و سند لیسانس در رشته تعلیمات اسلامی را بدست آورد.

## دیگر فعالیت‌ها
- کارمند ریاست تشریفات ریاست جمهوری.[۱]
- رئیس کمپین حامد کرزی در ولایت سمنگان.[۲]